# Sandra Forgues
Pour les articles homonymes, voir Forgues.
Sandra Forgues est une athlète française, ancienne céiste, née le 22 décembre 1969 à Tarbes. Femme trans, elle était connue sous le nom de Wilfrid Forgues jusqu'en 2016 et a effectué sa carrière sportive sous cette identité dans la catégorie masculine, remportant notamment le titre de champion olympique de canoë biplace en 1996 avec Frank Adisson.

## Biographie
Enfant de professeurs, Sandra Forgues grandit à Gerde en tant que garçon prénommé Wilfrid, avec un profond désir d'être une fille, et se lance à fond dans le sport et ses études (DEUGS Math, MIAGe, DEA IHS2M). Sa carrière de kayakiste dans la catégorie masculine culmine avec une médaille d'or aux Jeux olympiques de 1996 ; cette médaille lui sera volée en 2017 lors d'un cambriolage et sera retrouvée en 2021. Forgues met fin à la compétition peu après les Jeux olympiques de Sydney en 2000, lors des Championnats de France remportés avec son équipier pour la huitième fois. Les deux prochains titres seront gagnés des années plus tard en master.
À 20 ans, Forgues rencontre celle qui deviendra sa compagne et le couple a rapidement deux enfants. En 2016, Forgues fait son coming out trans et entreprend alors sa transition sous le prénom Sandra,.
En 2016, elle assure la direction technique de Media Broadcast Technologies, la présidence du conseil d’administration du CREPS de Toulouse, ainsi que la présidence de l'ONG du Flocon à la vague jusqu'en janvier 2019. Début 2019, elle change de travail et devient responsable du système d'information dans la société DSI entreprise adaptée et solidaire. Elle est toujours Présidente du conseil d'administration du Creps de Toulouse.
En 2020, elle se présente aux élections municipales de Toulouse sur la liste socialiste conduite par Nadia Pellefigue, mais se retire au second tour.
Elle est depuis novembre 2021, marraine du Class40 REDMAN skippé par Antoine Carpentier.

## Palmarès

### Jeux olympiques

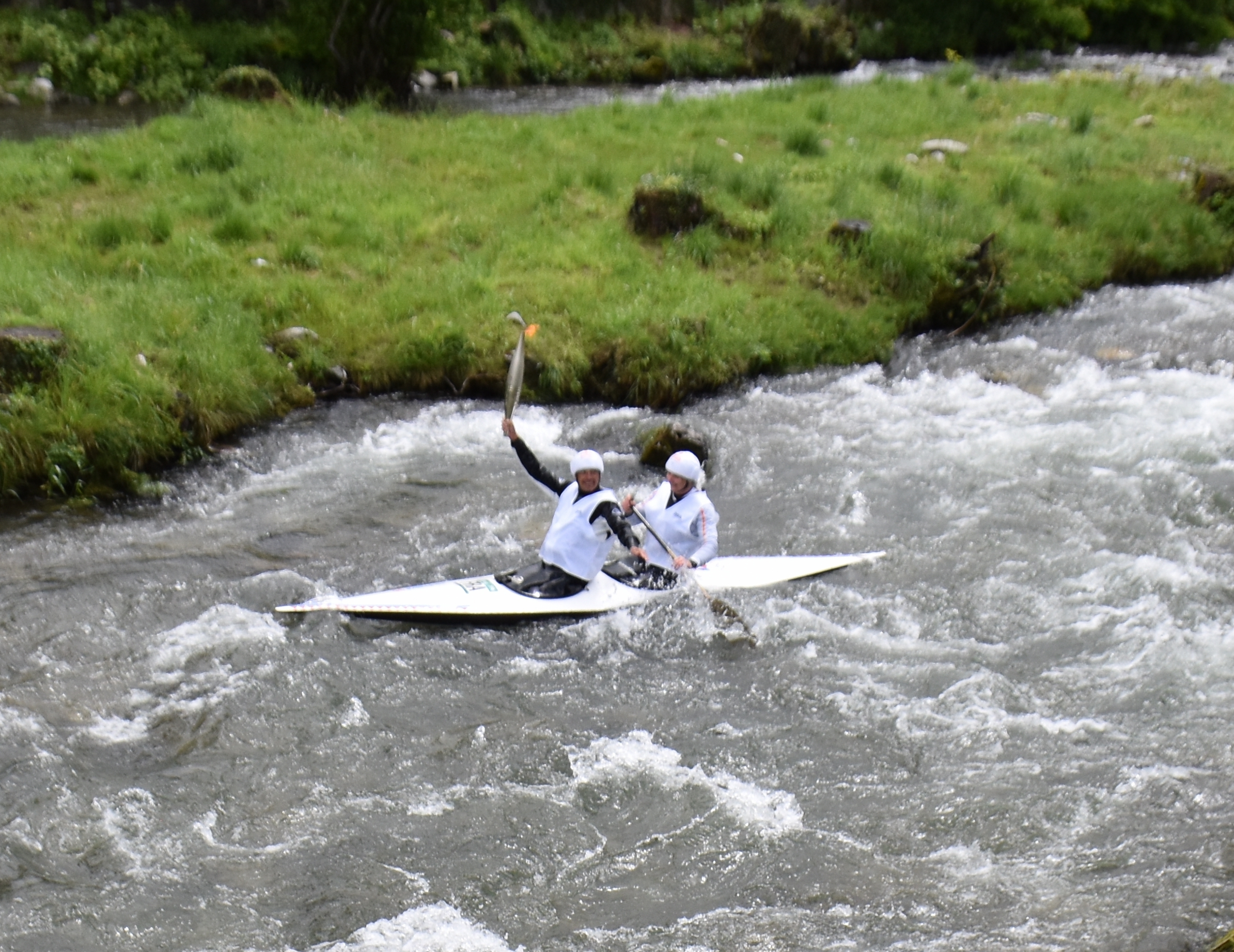
Sandra Forgues pagayeuse du canoë transportant la flamme olympique portée par Frank Adisson à Bagnères de Bigorre le 19 mai 2024.

- Jeux olympiques de 1992 à Barcelone (Espagne) :
  -  Médaille de bronze en slalom C-2
- Jeux olympiques de 1996 à Atlanta (États-Unis) :
  -  Médaille d'or en slalom C-2
- Jeux olympiques de 2000 à Sydney (Australie) :
  - 7e en slalom C-2

### Championnats du monde
- Spittal (Autriche - junior) 1986, Tacen (Slovénie) 1991 et Tres Coroas (Brésil) 1997 :
  -    Médaille d'or (individuel).   Médaille d'or (par équipe)
- Nottingham (Royaume-Uni) 1995 :
  -  Médaille d'argent (individuel)   (par équipe)
- Mezzana (Italie) 1993 :
  -  Médaille de bronze

### Championnats d'Europe de slalom
- Médaille d'argent en C2 à Mezzana (Italie) en 2000

## Distinctions
- Elle a eu l'honneur d'être la pagayeuse du canoë qui transportait la flamme olympique  portée par Frank Adisson sur l'Adour à Bagnères-de-Bigorre le 19 mai 2024.

## Publication
- Sandra Forgues, Un jour peut-être - Journal d´un champion olympique devenu femme, Outdoor, 2018, 268 p. (ISBN 978-2-490329-02-1)